# Amata flava
Amata flava là một loài bướm đêm thuộc phân họ Arctiinae, họ Erebidae.